# Moi Gómez
Moisés « Moi » Gómez Bordonado est un footballeur espagnol né le 23 juin 1994 à Rojales. Il évolue au poste de milieu offensif à CA Osasuna.

## Palmarès

### En club
- Villarreal CF
  - Vainqueur de la Ligue Europa en 2021
  - Finaliste de la Supercoupe de l'UEFA en 2021